# Ciudad Universitaria de Albacete
La Ciudad Universitaria de Albacete, también conocida como Campus General de Albacete o Universidad de Albacete, es el campus central de la Universidad de Castilla-La Mancha en la ciudad española de Albacete. 
Ubicado al sur de la capital, en el barrio de Universidad, alberga las sedes institucionales y gran parte de los centros de la Universidad de Castilla-La Mancha. Ofrece estudios de pregrado y posgrado en ramas de conocimiento tales como ciencias sociales, humanidades, ingeniería o ciencias naturales. 
Es uno de los tres campus de la Universidad de Castilla-La Mancha en la capital albaceteña junto con el Campus Biosanitario y el Campus Científico y Tecnológico de la Energía y el Medio Ambiente, de Excelencia Internacional.

## Historia

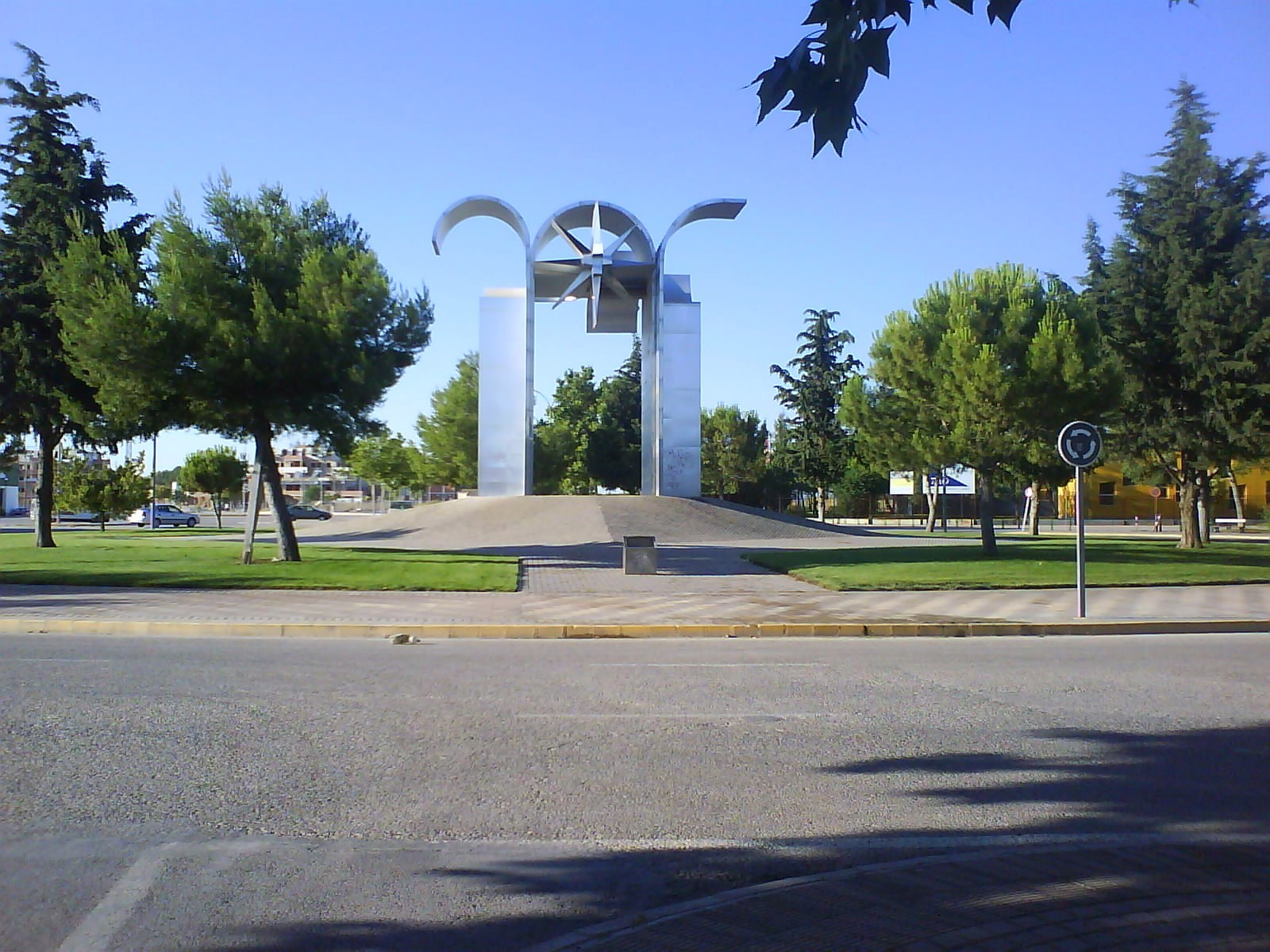
Pórtico de La Mancha, en la rotonda de acceso a la plaza de la Universidad del complejo universitario

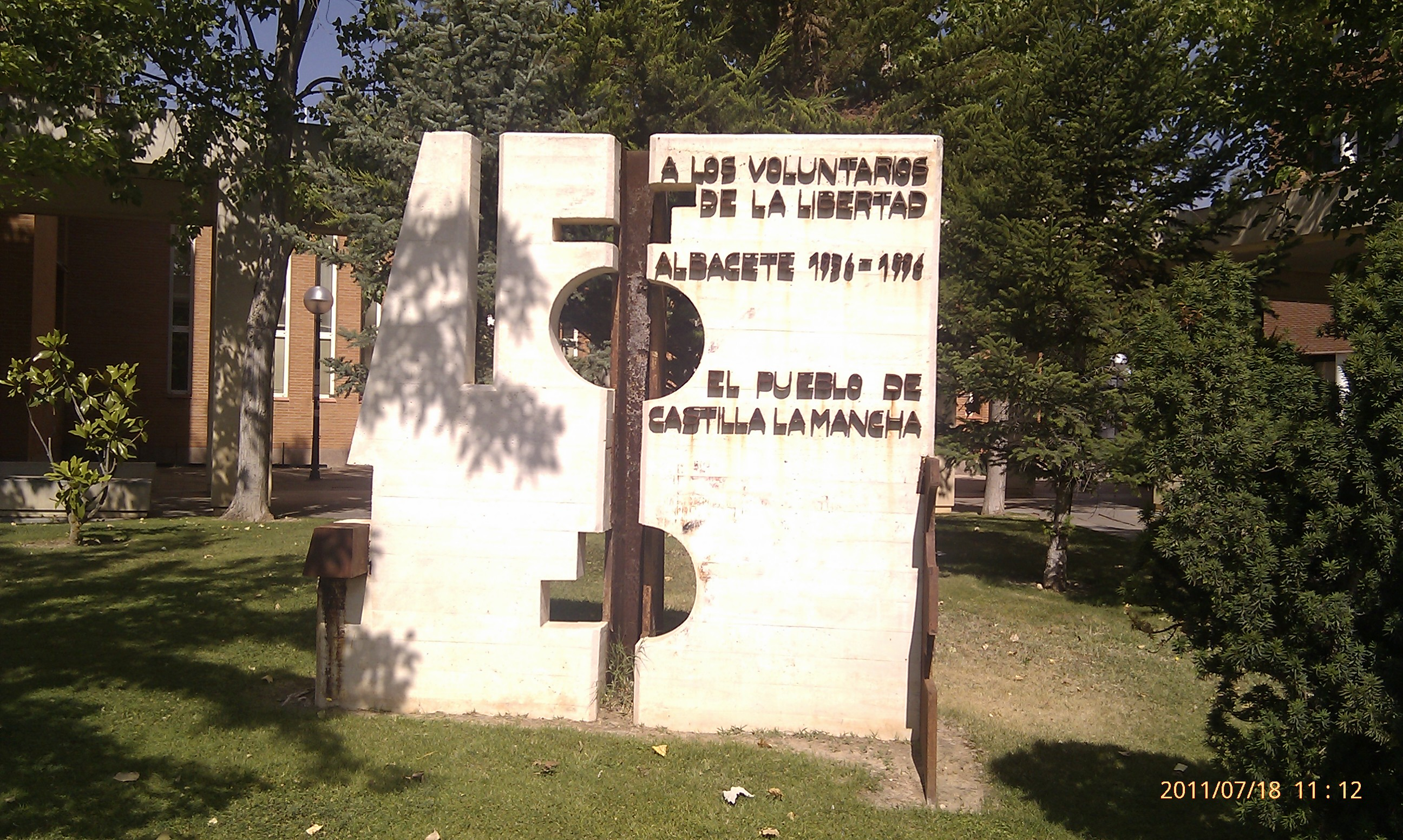
Monumento a las Brigadas Internacionales situado en la plaza de la Universidad

La Universidad de Castilla-La Mancha fue creada por ley en 1982 y comenzó a implantarse a través de real decreto en Albacete en 1985 con la creación de nuevos centros y la integración de los ya existentes. La ciudad universitaria de Albacete fue edificada al sur de la capital. El antecedente más directo fue la Universidad de Murcia, que contaba con varios centros en la capital. Su primer rector fue Luis Arroyo Zapatero, decano de la Facultad de Derecho de Albacete.

## Centros docentes

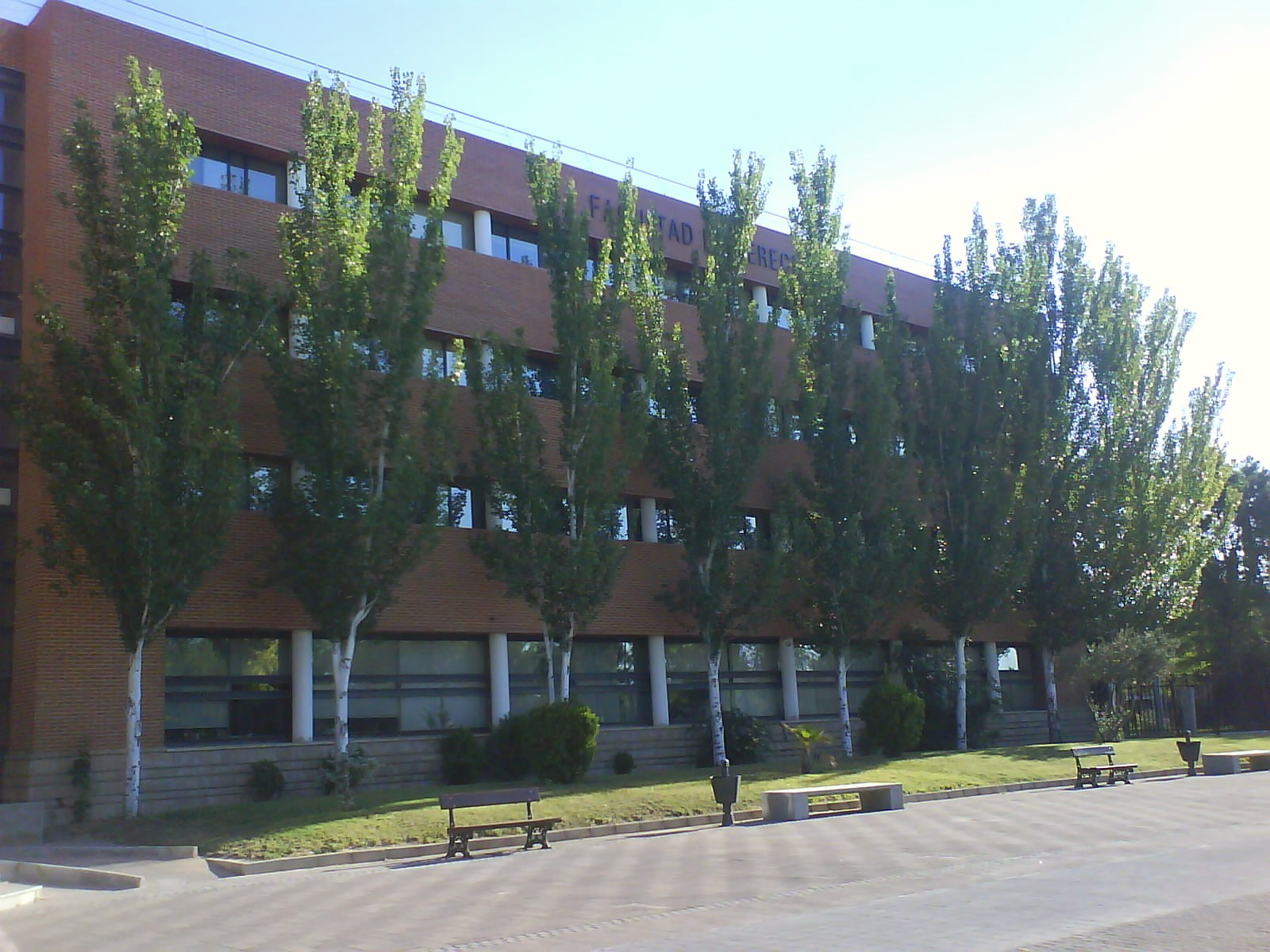
Facultad de Derecho de Albacete
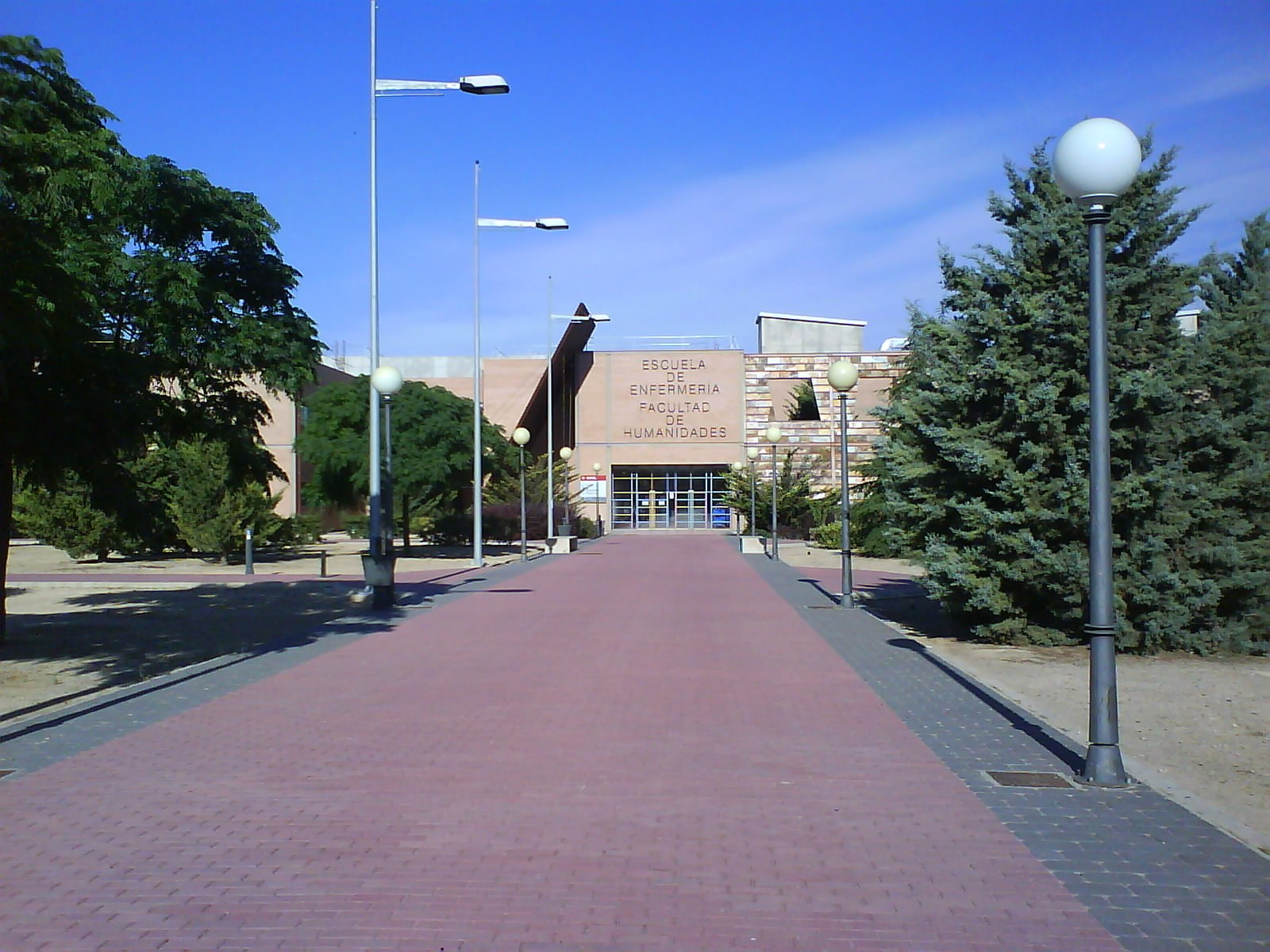
Facultad de Humanidades de Albacete
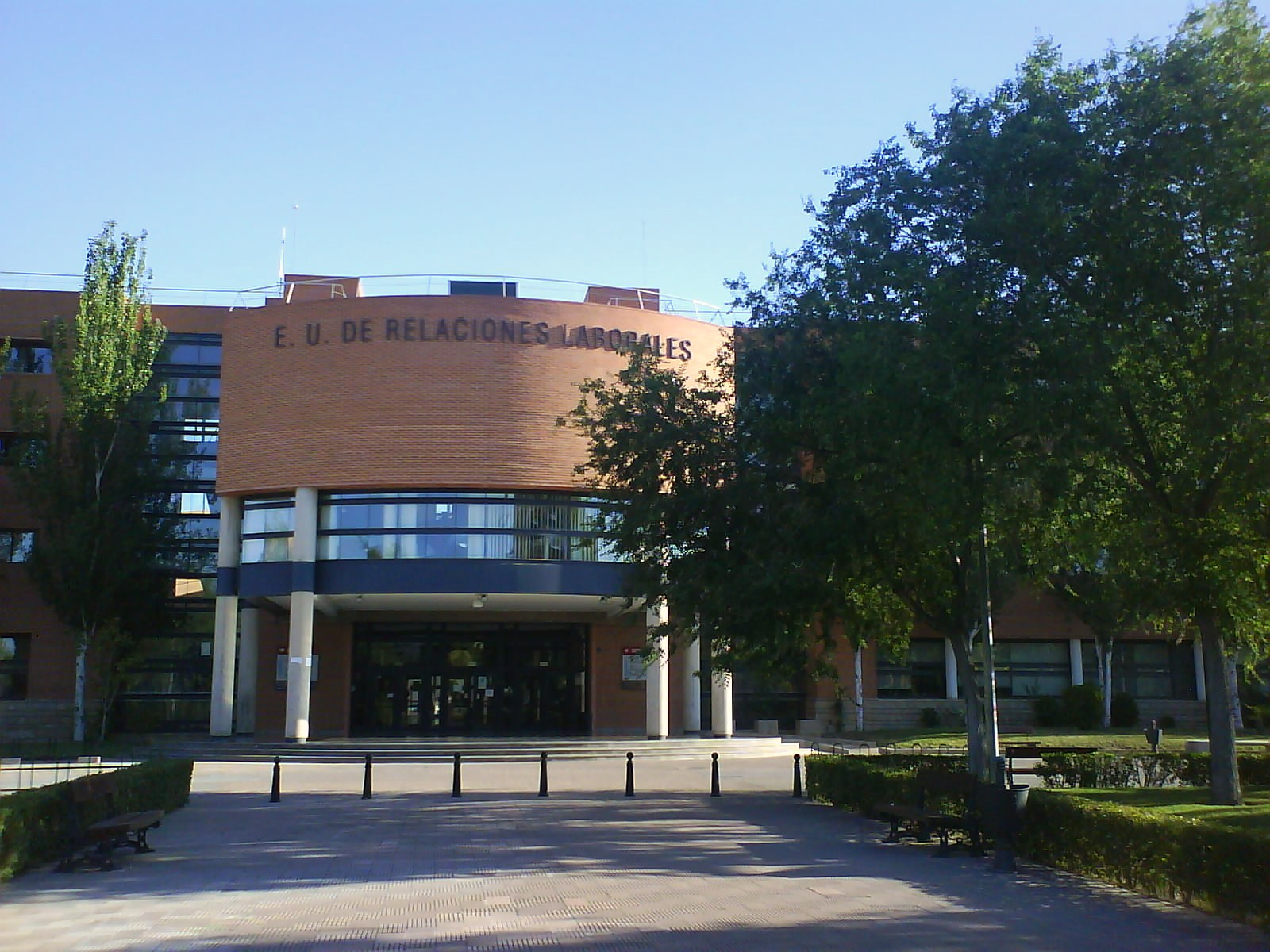
Facultad de Relaciones Laborales y Recursos Humanos de Albacete

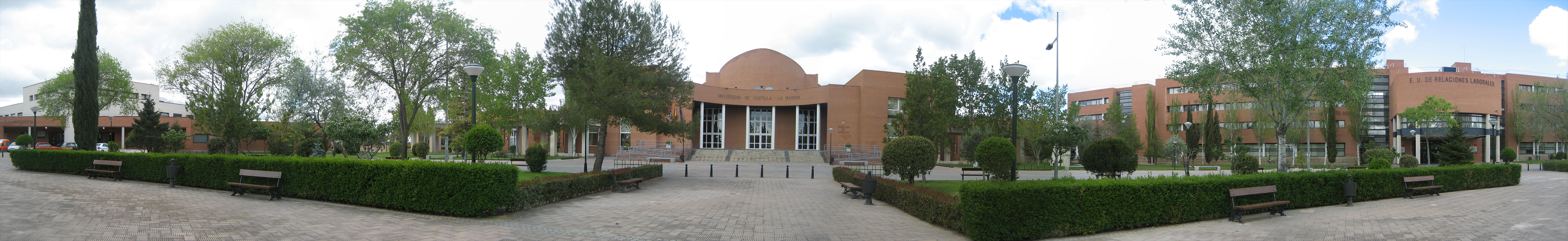
Vista panorámica de la emblemática plaza de la Universidad en la Ciudad Universitaria de Albacete

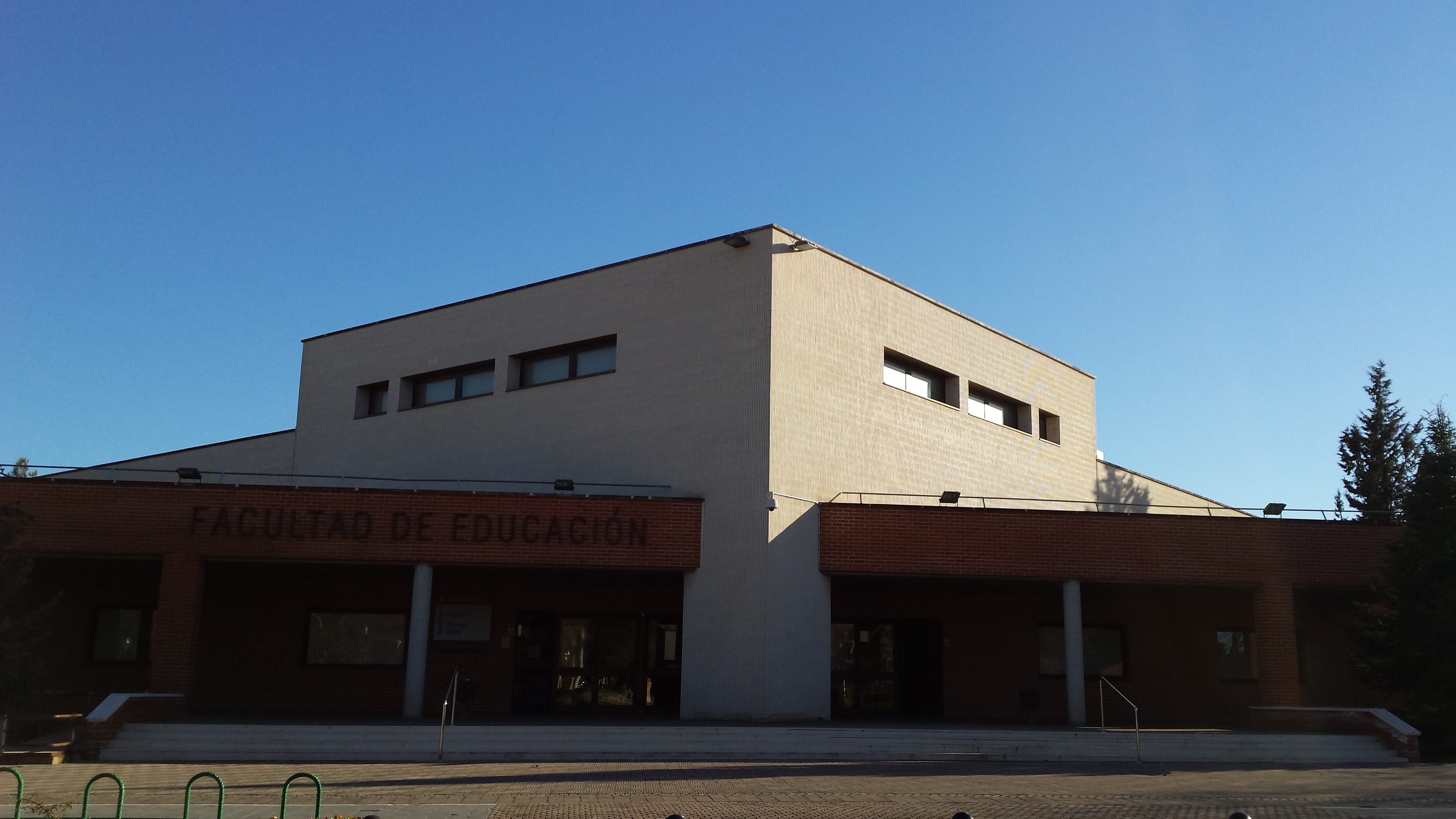
Facultad de Educación de Albacete
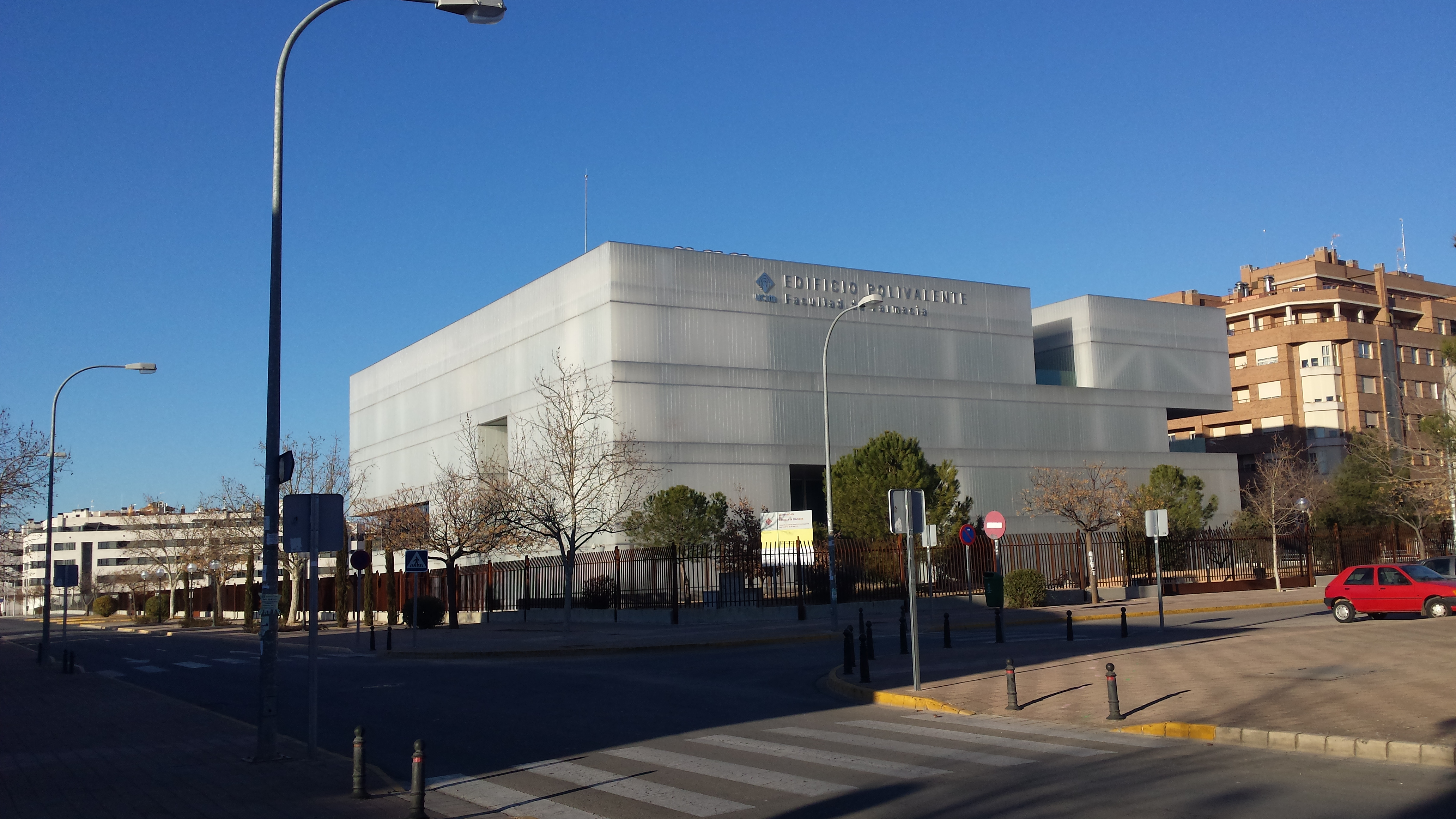
Edificio Polivalente de la Universidad de Castilla-La Mancha
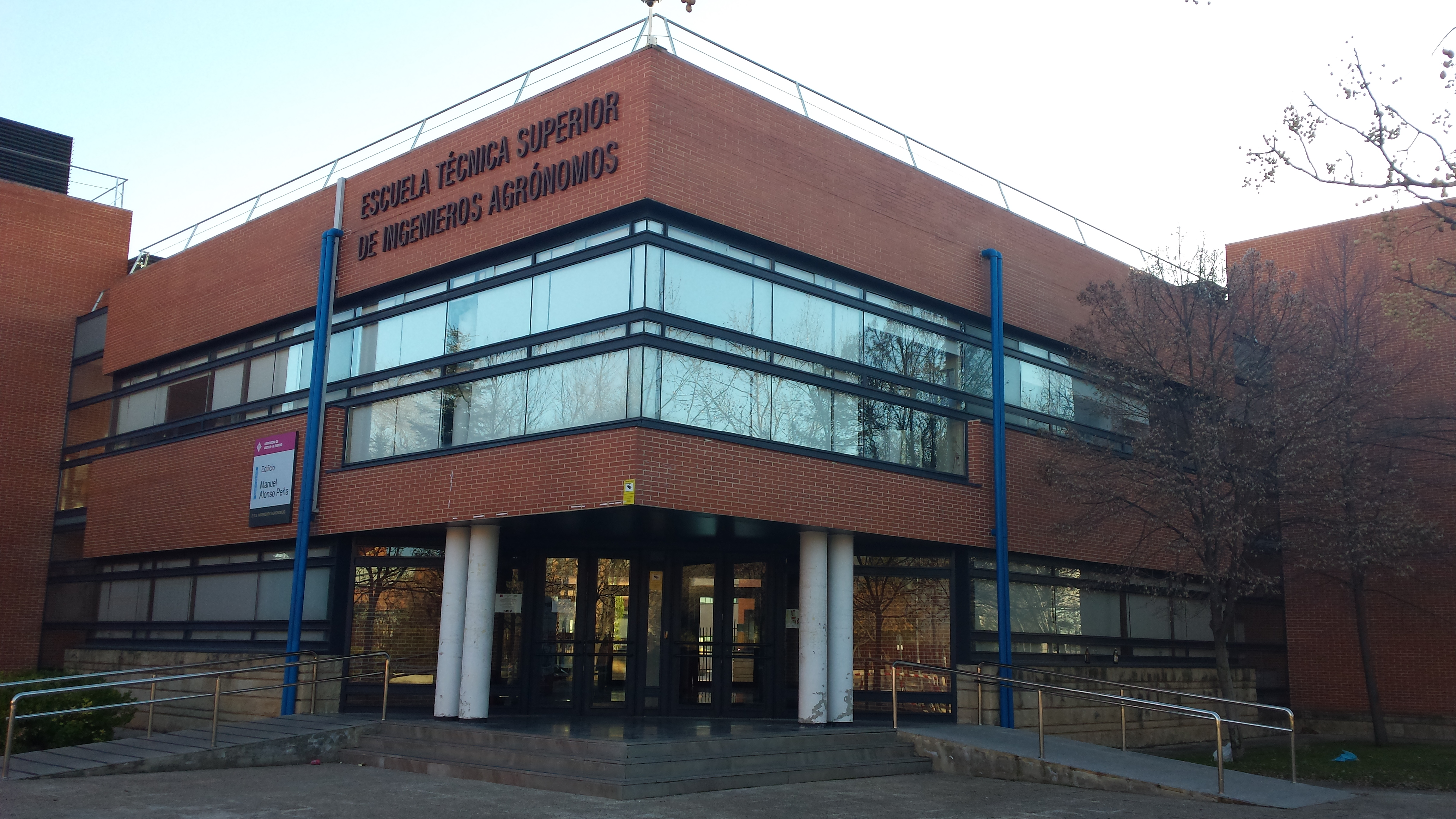
Escuela Técnica Superior de Ingenieros Agrónomos y de Montes de Albacete
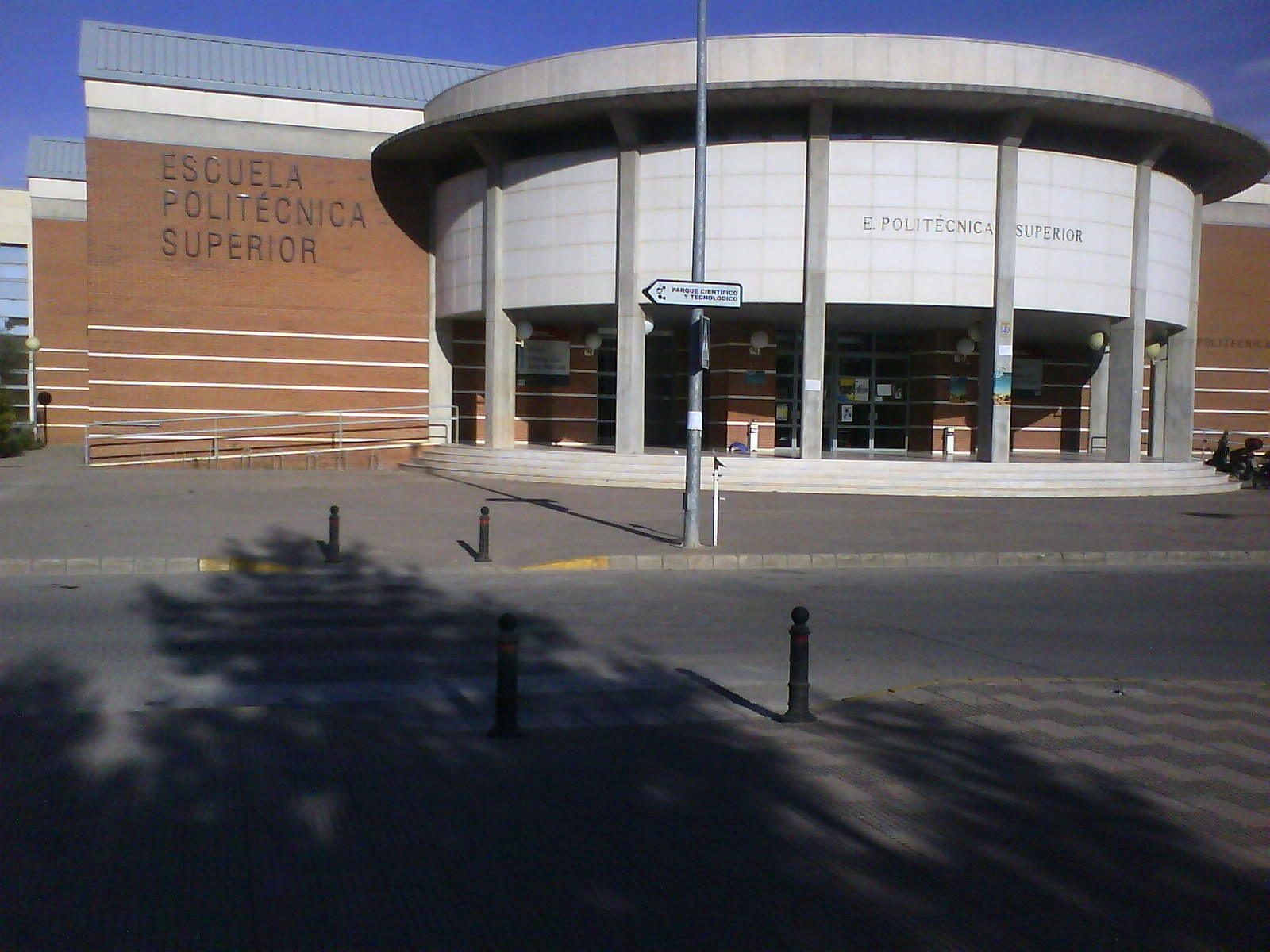
Escuela Politécnica Superior de Albacete

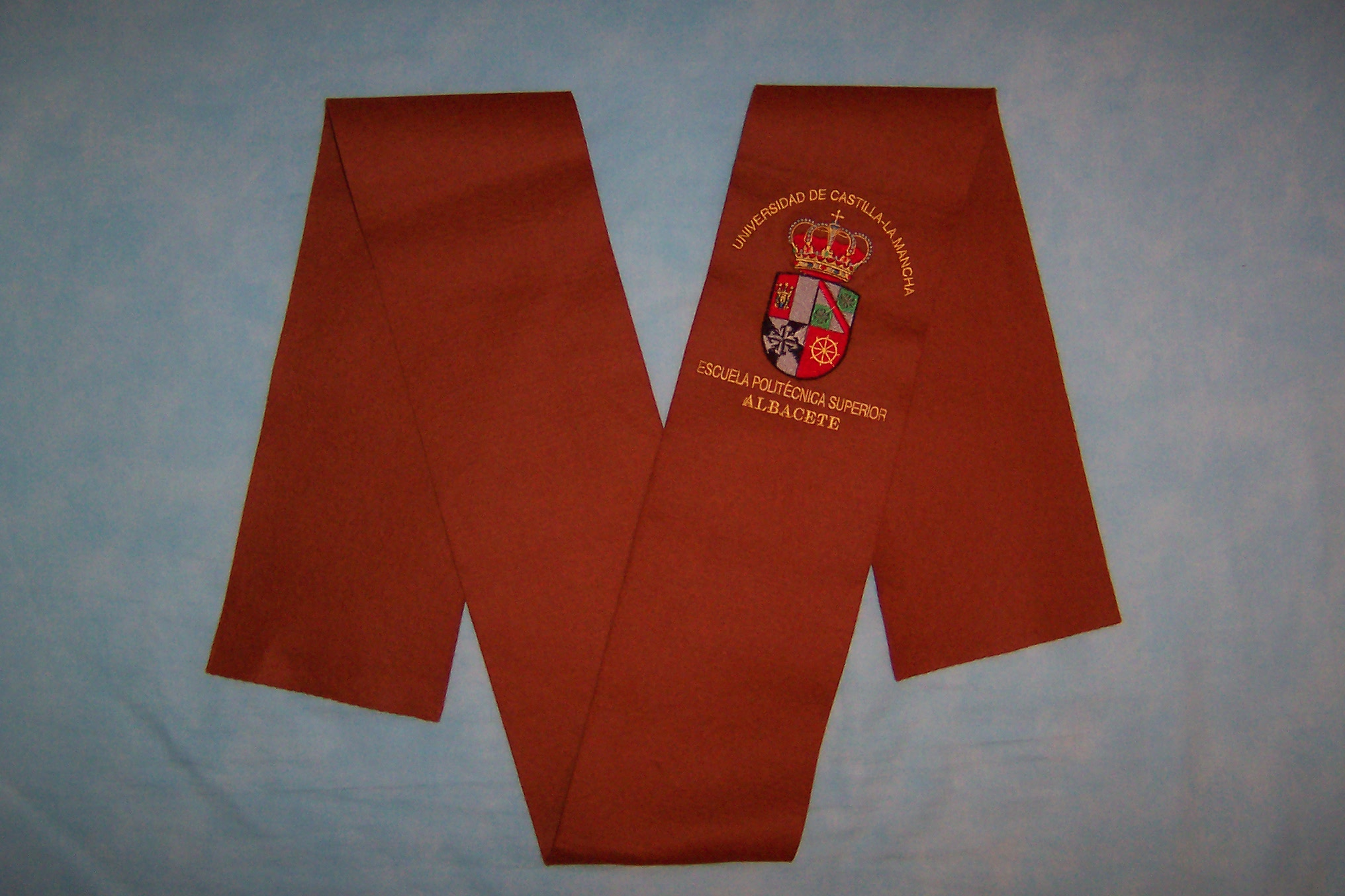
Beca de la Escuela Politécnica Superior de Albacete

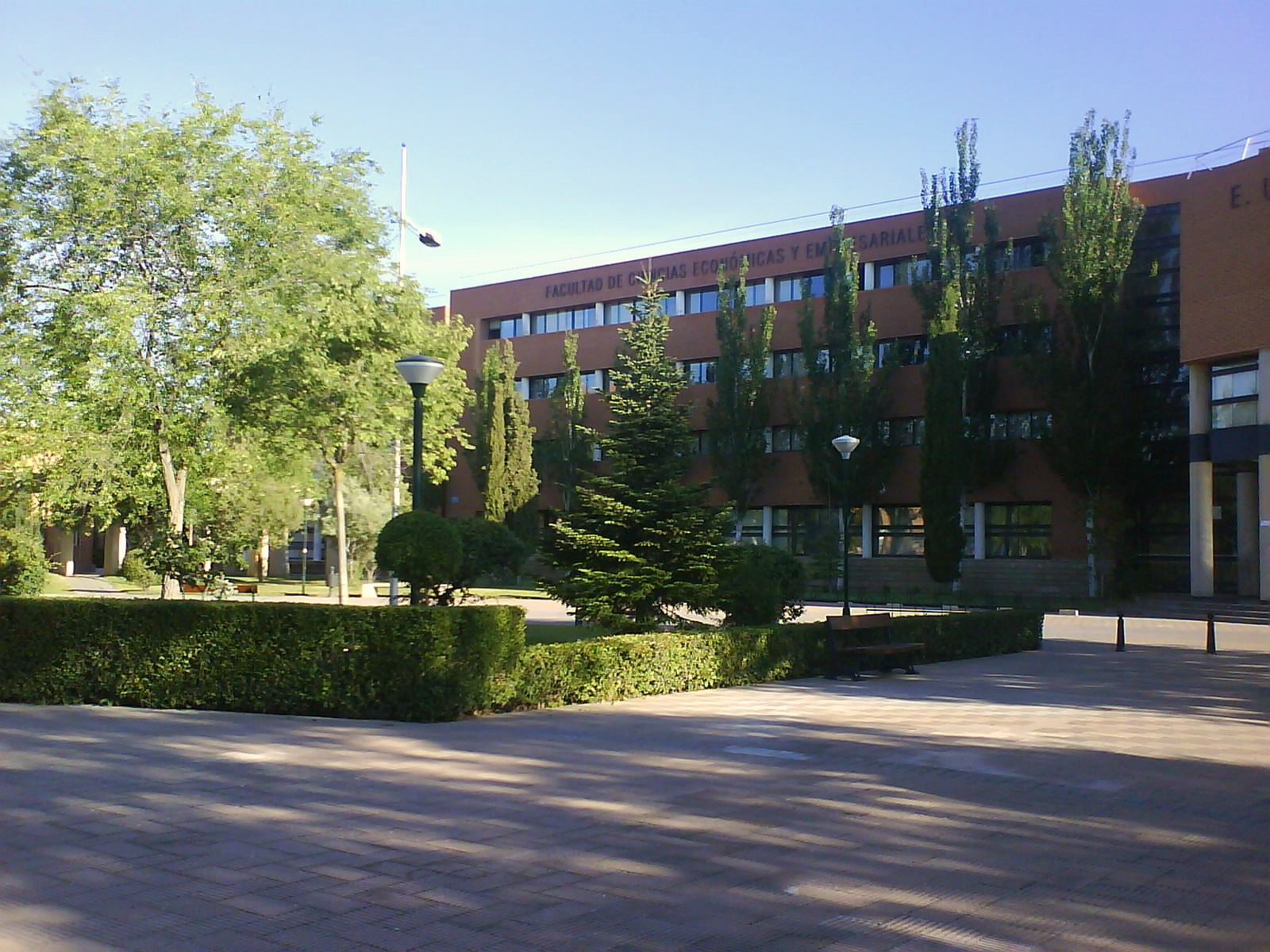
Facultad de Ciencias Económicas y Empresariales de Albacete

La Ciudad Universitaria de Albacete alberga nueve centros docentes de la Universidad de Castilla-La Mancha en este campus:
- Facultad de Derecho

- Facultad de Ciencias Económicas y Empresariales

- Facultad de Educación

- Escuela Técnica Superior de Ingenieros Industriales

- Escuela Superior de Ingeniería Informática

- Escuela Técnica Superior de Ingenieros Agrónomos y de Montes

- Facultad de Enfermería

- Facultad de Relaciones Laborales y Recursos Humanos

- Facultad de Humanidades

## Otros centros y servicios

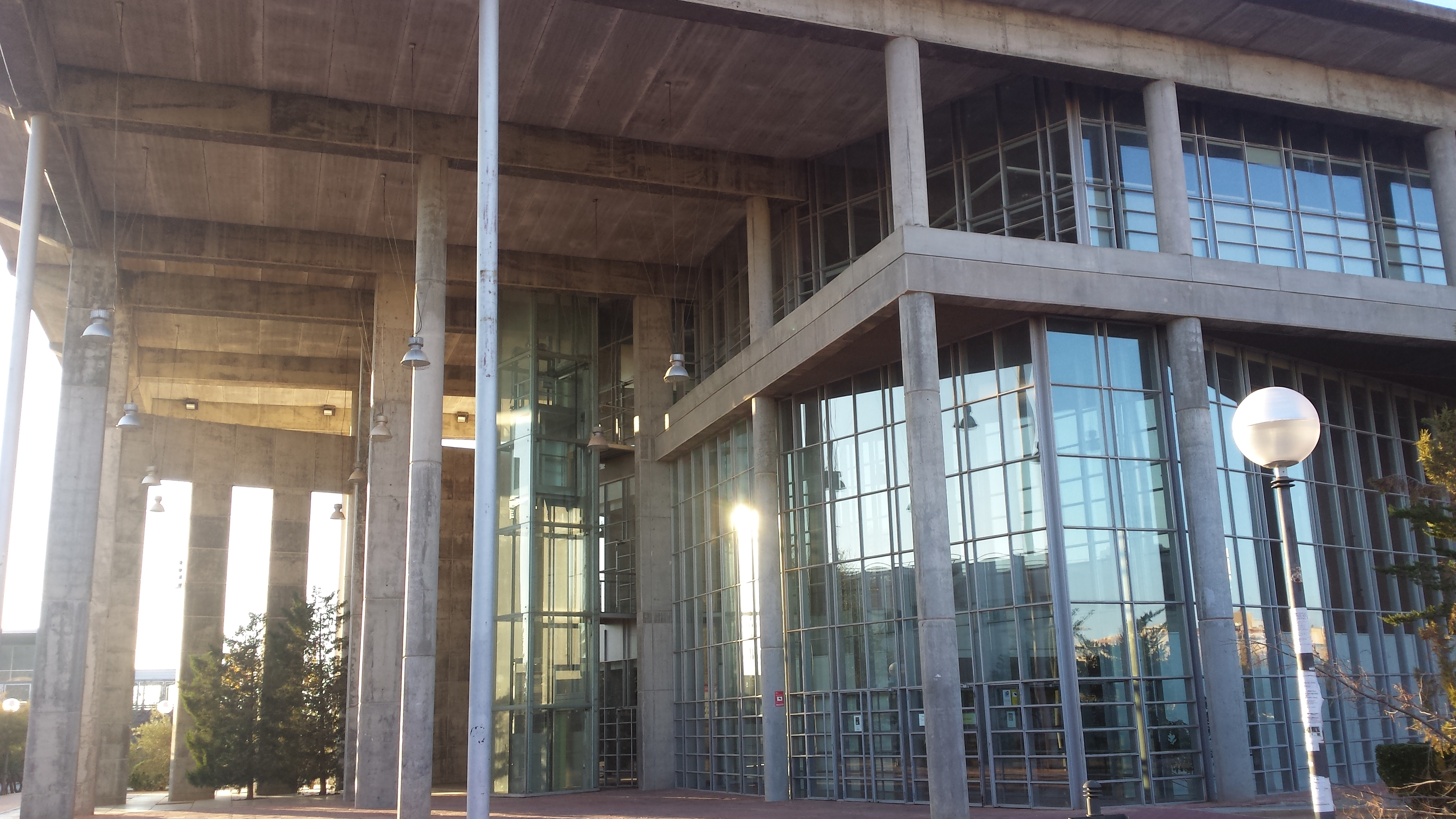
Edificio Benjamín Palencia, arquitectura moderna al servicio de la universidad

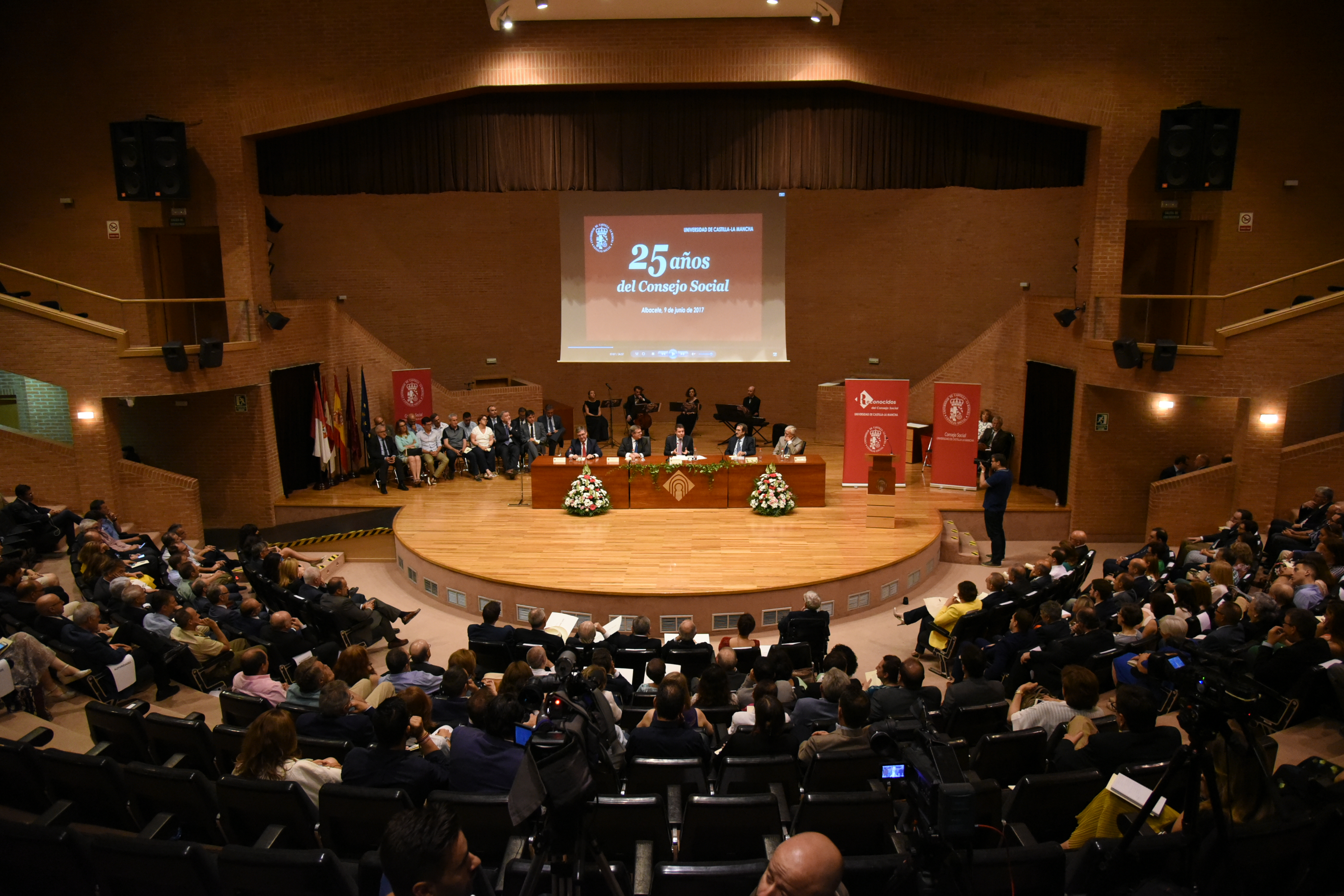
Paraninfo de la Universidad de Castilla-La Mancha

### Consejo Social de la Universidad de Castilla-La Mancha
La Ciudad Universitaria de Albacete alberga el Consejo Social de la Universidad de Castilla-La Mancha, en cuyas sesiones plenarias se deciden algunas de las cuestiones más importantes que afectan a esta universidad española.

### Escuela Internacional de Doctorado
La Escuela Internacional de Doctorado de la Universidad de Castilla-La Mancha tiene su sede en el campus. El ente realiza, gestiona y regula los estudios de doctorado que se imparten en la universidad.

### Bibliotecas

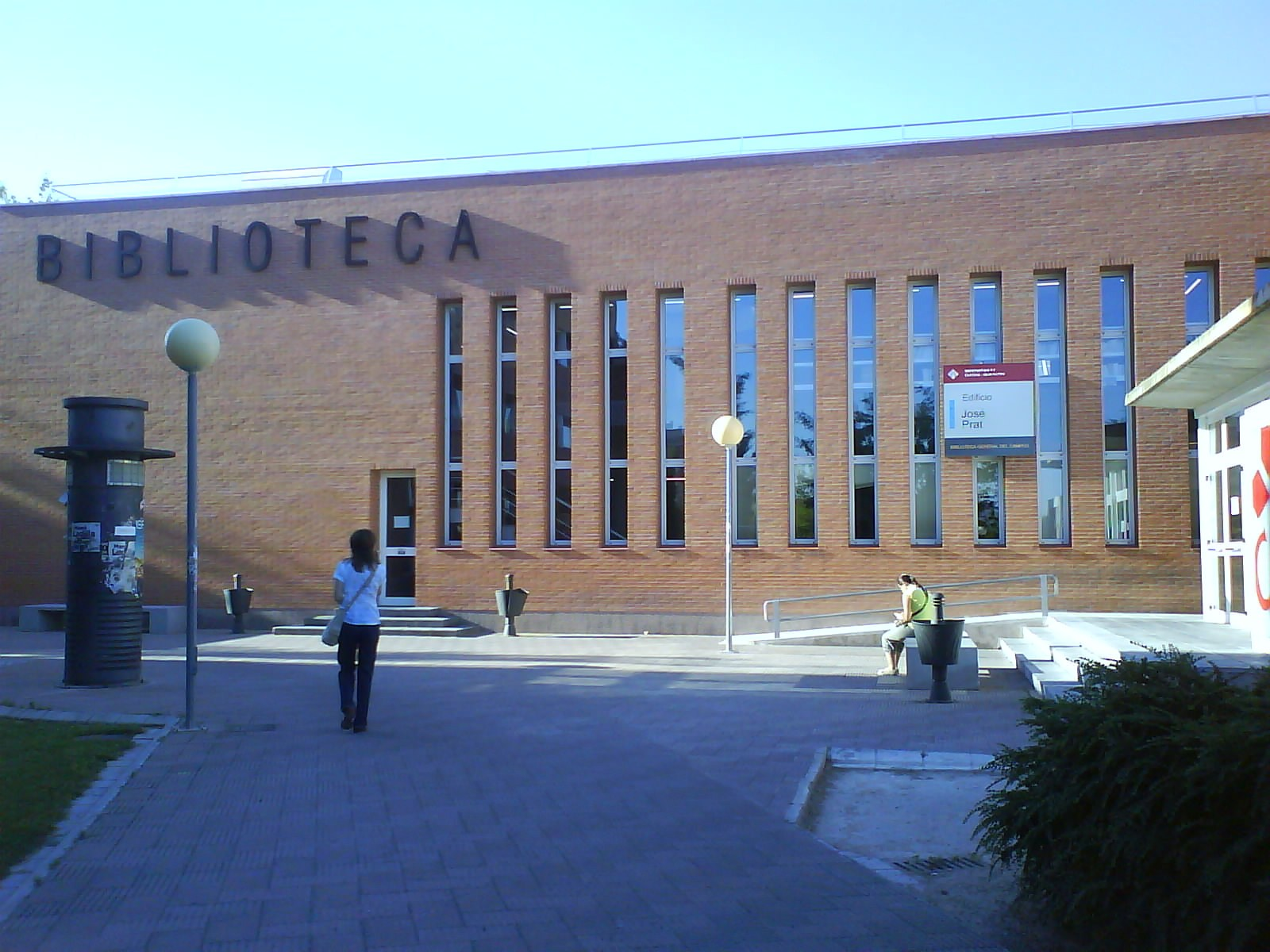
Biblioteca General de la Universidad de Castilla-La Mancha

Además de las bibliotecas propias de cada centro docente, el edificio José Prat ubicado en la plaza de la Universidad alberga la Biblioteca General de la Universidad de Castilla-La Mancha, con un catálogo amplio y multidisciplinar.

### Centros e institutos de investigación

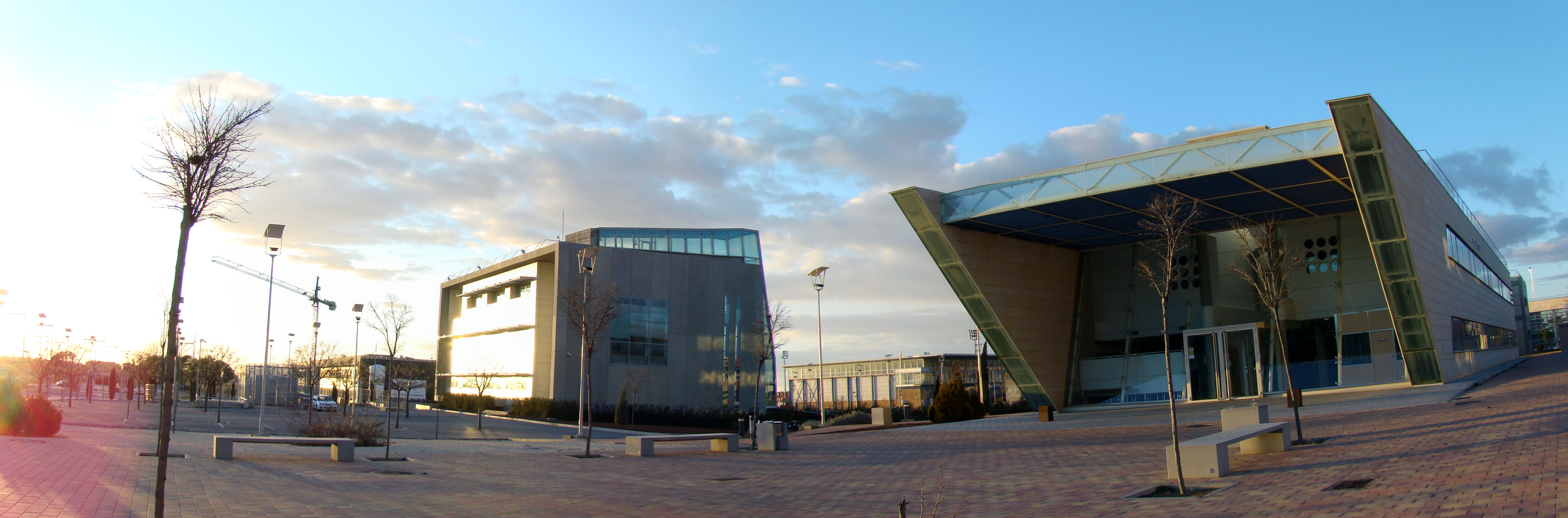
Edificios del Parque Científico y Tecnológico de Castilla-La Mancha situado cerca del campus

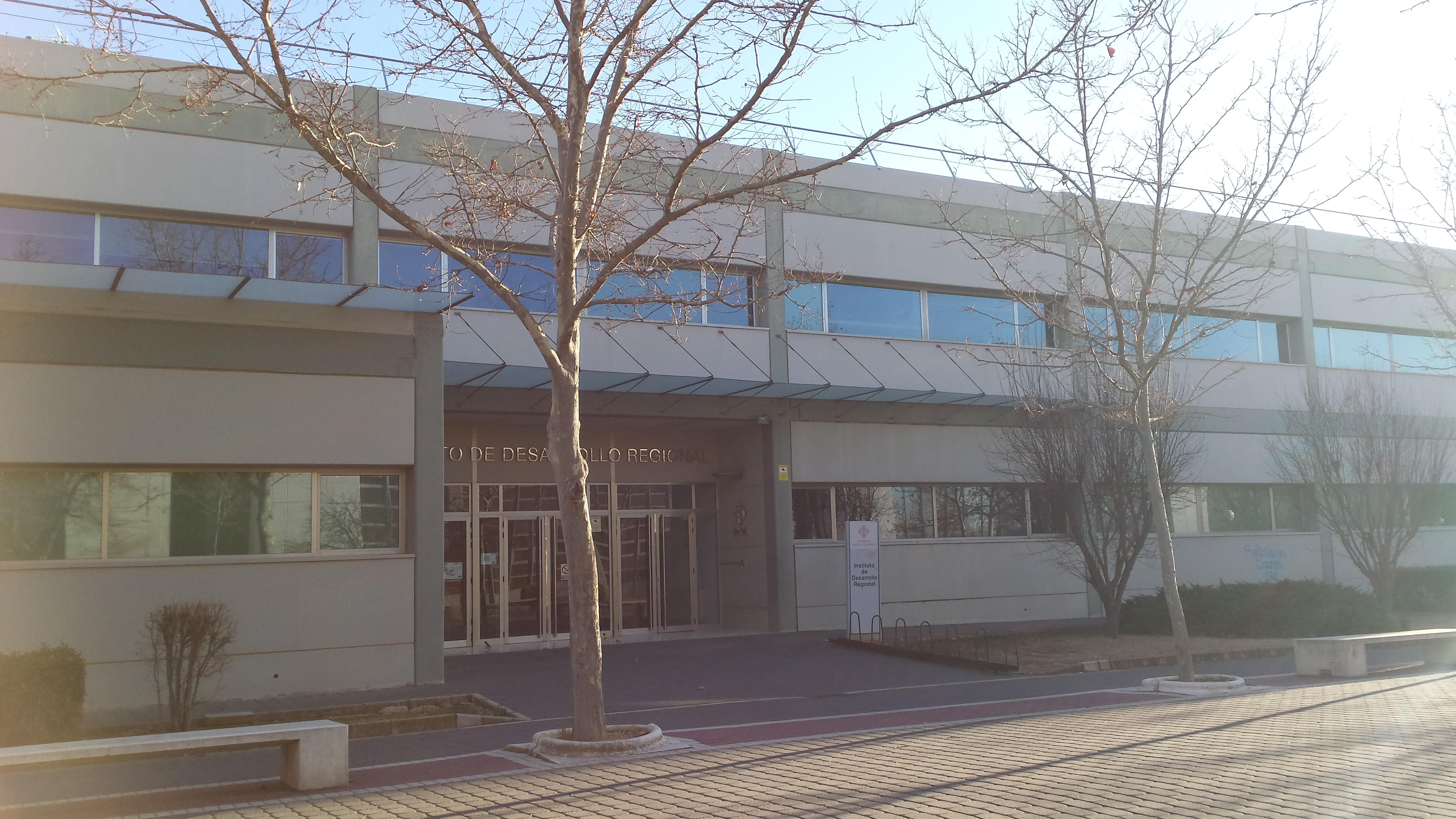
Instituto de Desarrollo Regional de Castilla-La Mancha

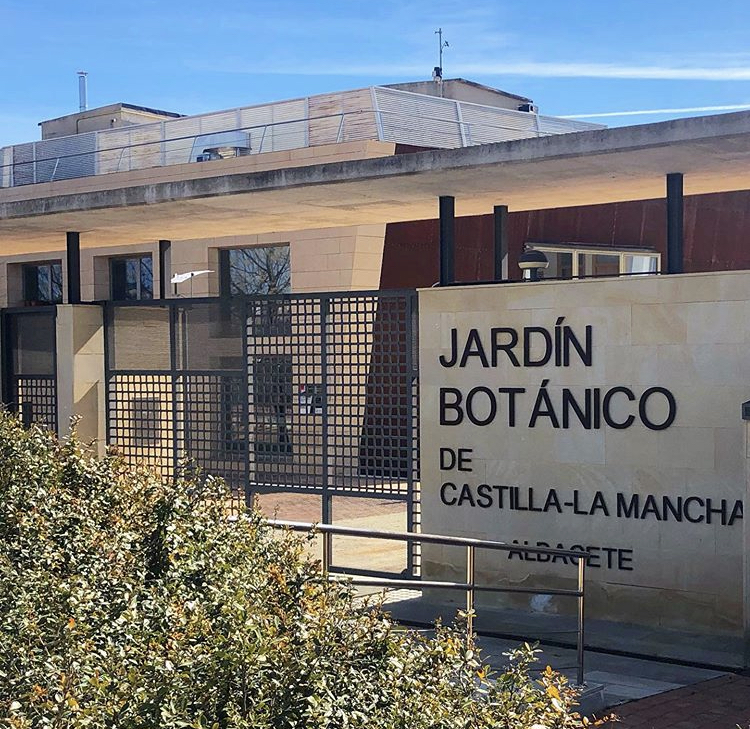
Instituto Botánico de Castilla-La Mancha

La Universidad de Castilla-La Mancha cuenta en el campus con varios centros de investigación:
- Centro de Investigación en Criminología de Albacete
- Centro de Estudios Territoriales Iberoamericanos
- Instituto de Desarrollo Regional de Castilla-La Mancha
- Centro de Estudios y Documentación de las Brigadas Internacionales

En otras localizaciones en su mayoría próximas al campus se encuentran los siguientes centros:
- Centro Regional de Estudios del Agua, situado en el edificio Francisco Jareño y Alarcón en la autovía de Los Llanos
- Instituto Botánico de Castilla-La Mancha, situado en el Jardín Botánico de Castilla-La Mancha.
- Instituto de Energías Renovables, situado en el Parque Científico y Tecnológico de Castilla-La Mancha
- Instituto de Investigación en Informática de Albacete, situado en el Parque Científico y Tecnológico de Castilla-La Mancha

### Residencias universitarias

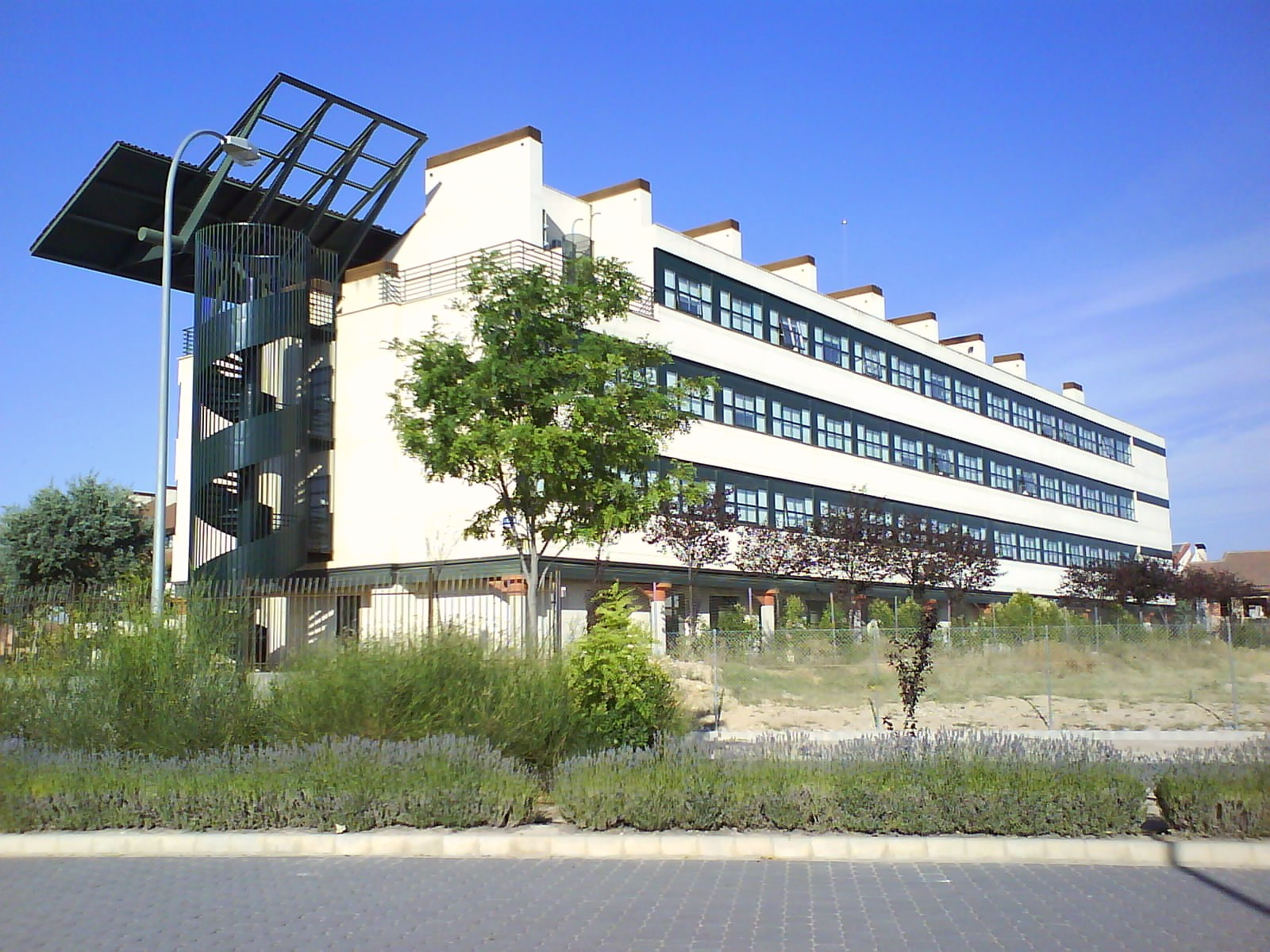
Apartamentos Universitarios Campus, una de las residencias universitarias cercanas al campus

El campus cuenta con seis residencias universitarias, tres de las cuales son públicas gestionadas por la Junta de Comunidades de Castilla-La Mancha y otras tres son privadas.

### Instalaciones deportivas

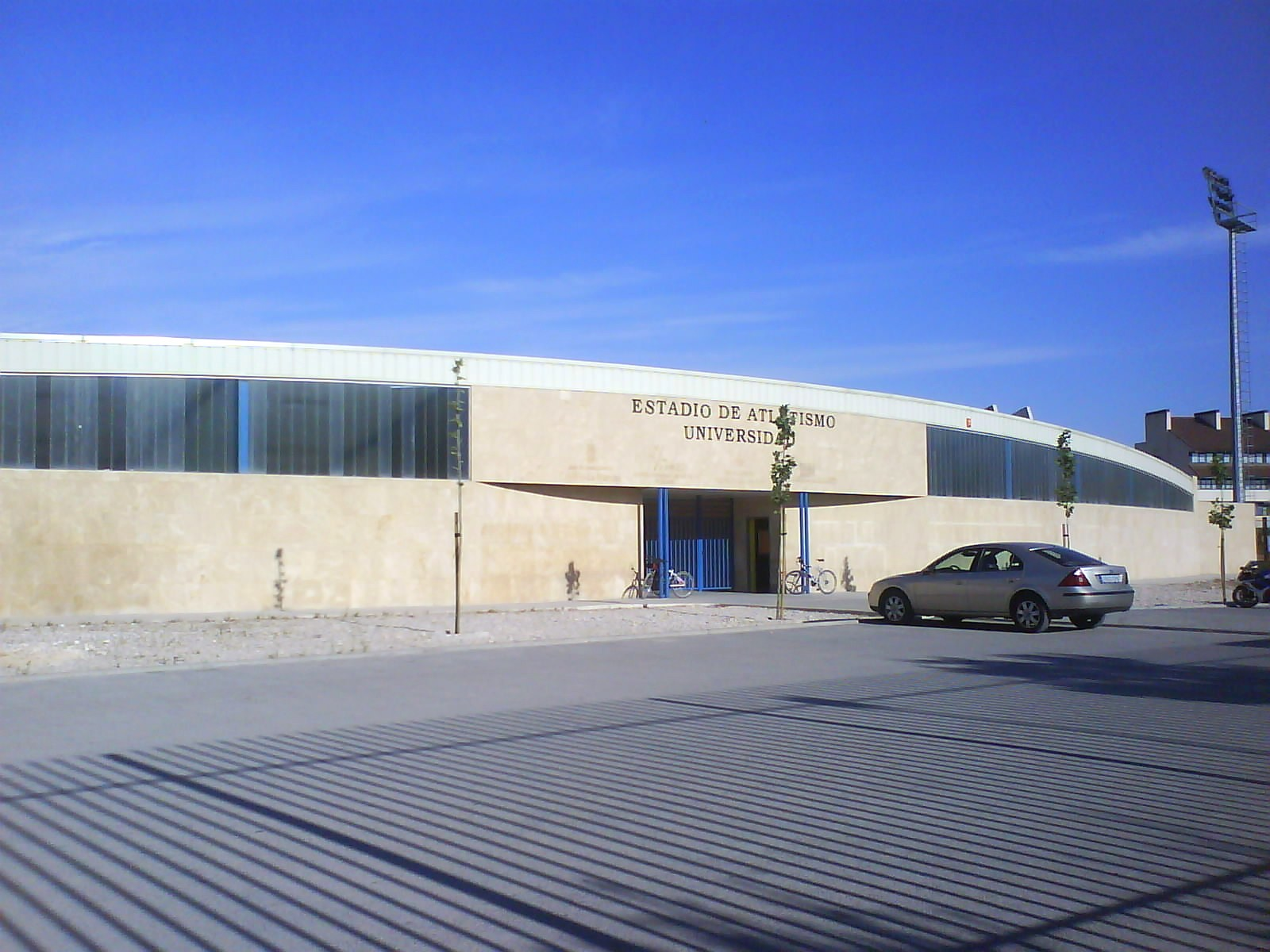
Estadio Universitario de Atletismo de Albacete

La Ciudad Universitaria de Albacete cuenta con varias instalaciones deportivas: el Pabellón Universitario de Albacete, que cuenta con tres pistas polideportivas, sala de musculación y sala de usos múltiples, y el Estadio Universitario de Atletismo de Albacete, cuya pista de atletismo homologada circunda un campo de césped artificial donde disputa sus encuentros como local el Club de Rugby Albacete, a las que se suma el Complejo Deportivo Carlos Belmonte.